# Контакторно-транзисторная система управления

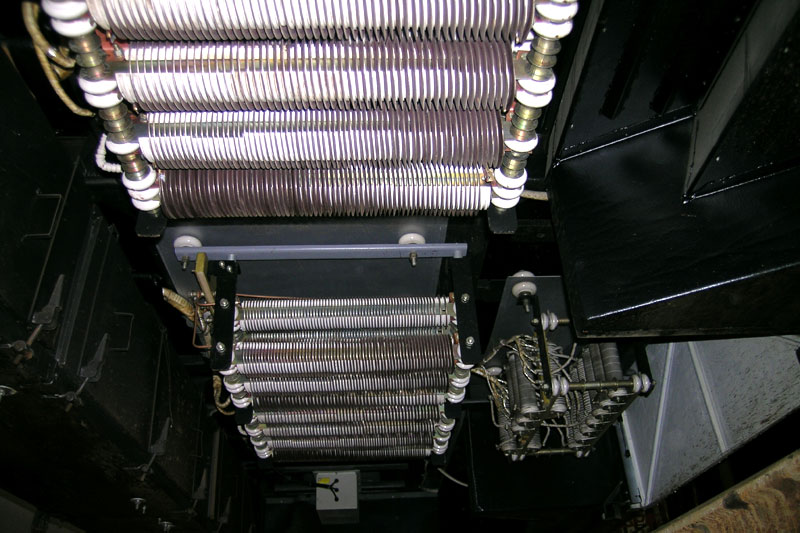
Пускотормозные сопротивления КТСУ на трамвайном вагоне 71-619КТ.

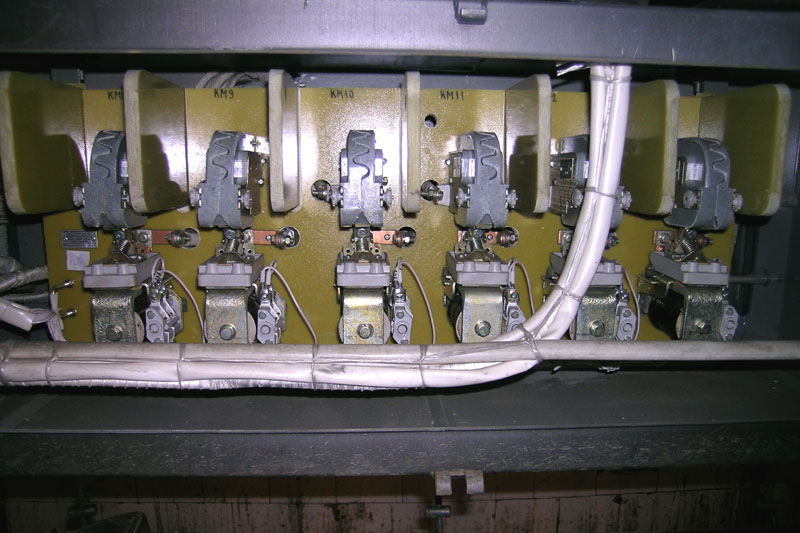
Контакторы КТСУ на трамвайном вагоне 71-619КТ.

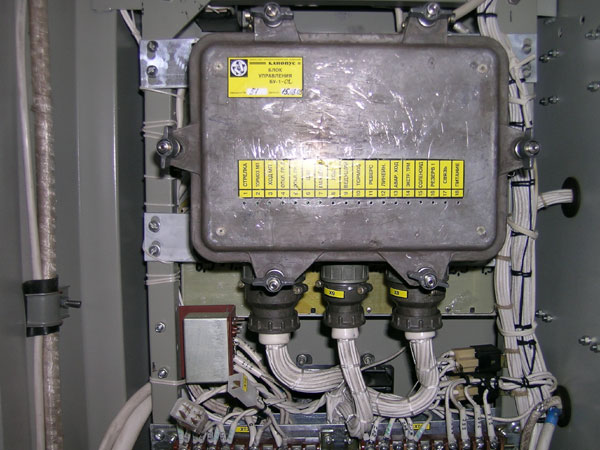
Электронный управляющий блок КТСУ в трамвайном вагоне 71-619КТ

Контакторно-транзисторная система управления (сокр. КТСУ) — электротехническое устройство для управления электрическим током через тяговые электродвигатели подвижного состава электротранспорта. Является дальнейшим развитием реостатно-контакторной системы управления (РКСУ) для аналогичных целей. КТСУ сохраняет в своём составе пускотормозные сопротивления и механические контакторы для коммутации их соединений в силовой цепи тяговых двигателей. Новшеством является замена низковольтного электромеханического управляющего устройства (т. н. ускорителя или группового реостатного контроллера) на электронный блок, задающий коммутационную последовательность включения пускотормозных сопротивлений. При этом вместо низковольтных релейных схем используются транзисторные ключи, отчего система и получила своё название. Кроме того, транзисторные ключи используются для управления током в обмотке возбуждения ТЭД.
Преимуществом такой системы по сравнению с РКСУ является отказ от сложной управляющей электромеханики (замена неисправного электронного блока занимает несколько минут, тогда как демонтаж и ремонт группового реостатного контроллера могут потребовать нескольких часов или даже дней). Как следствие, КТСУ требует меньше металла (особенно дорогостоящей меди) в своей конструкции. Она также свободна от недостатков, связанных с низким быстродействием и ненадёжностью контактов, являющихся неотъемлемой частью электромеханических устройств. По заявлениям производителя, КТСУ обеспечивает экономию электроэнергии на уровне с чисто электронными тиристорно-импульсными системами управления.
Практической реализацией такой схемы является комплект оборудования производства АО «Канопус» (г. Златоуст), установленный на трамвайном вагоне 71-619КТ, который выпускается на Усть-Катавском вагоностроительном заводе им. Кирова, а также микропроцессорные системы управления электровозов ЭС4К, 2ЭС6, ЭП2К, а так же устанавливаемые на старые типы электровозов с РКСУ при модернизации.
Кроме того, существует разработка преобразователя управления тяговыми электродвигателями без использования контакторной аппаратуры на базе IGBT-транзисторов ООО НПО «Константа» (г. Магнитогорск). Данные преобразователи имеют успешный опыт применения в трамвайных депо городов Бийска, Дзержинска и Иваново.